# UZ-Baureihe 2ЭЛ5
Die UZ-Baureihe 2ЭЛ5 (deutsche Transkription 2EL5) der Ukrsalisnyzja (UZ) ist eine Baureihe von Elektrolokomotiven in Zwei-Sektionsausführung als vierachsige Ausführung pro Sektion für die Beförderung von Güterzügen und Personenzügen auf Magistralen mit Wechselstrom 25 kV, 50 Hz. Sie wurde als Nachbau der 2004 erbauten 2ЭС5К in den Lokomotivwerken Elektrolokomotivenfabrik Nowotscherkassk und Lokomotivfabrik Luhansk hergestellt. Die Lokomotiven besitzen den Beinamen Ёлка (Jolka) und sind für Arbeiten im Spannungsnetz von 19 bis 29 kV bei Industriefrequenz und im Temperaturbereich von −50 °C bis +45 °C bei einem Arbeitsgebiet bis 1.200 m Meereshöhe vorgesehen.

## Geschichte
Von 2005 bis 2011 entstand diese Lokomotive, die konstruktiv auf der 2ЭС5К der Elektrolokomotivenfabrik Nowotscherkassk beruht. Die konstruktive Besonderheit der Lokomotive besteht in der geänderten Kabine für den Lokführer und demzufolge dem Pult des Lokführers. Technisch ist die Lokomotive mit einem Mikroprozessorsystem für die Sicherheitsfahrschaltung ausgerüstet, dies entspricht den Forderungen des Bestellers Ukrsalisnyzja.
Die erste Lokomotive 2ЭЛ5.001 wurde in der Elektrolokomotivenfabrik Nowotscherkassk gemeinsam mit Spezialisten der Lokomotivfabrik Luhansk hergestellt. Die zweite Lokomotive wurde in der Lokomotivfabrik Luhansk mit zusammengebauten Baugruppen aus der Elektrolokomotivenfabrik Nowotscherkassk hergestellt, wobei Spezialisten aus Nowotscherkassk den Bau mit beaufsichtigten. Die Elektrolokomotiven mit den Inventarnummern 003 und 004 wurden dann bis auf die Drehgestelle vollständig in der Lokomotivfabrik Luhansk hergestellt. Von der Nummer 008 an wurden dann auch die Drehgestelle in der Lokomotivfabrik Luhansk hergestellt. Insgesamt wurden 18 Lokomotiven produziert.